# Мала Стратіївка
Мала́ Страті́ївка — село в Україні, у  Ободівській сільській громаді Гайсинського району Вінницької області. Населення становить 755 осіб. До 2020 у складі Новоободівської сільської ради.

## Географія
На південному заході від села річка Струмок Берладинка впадає у Крощину, праву притоку Берладинки.

## Історія
12 червня 2020 року, відповідно розпорядження Кабінету Міністрів України № 707-р «Про визначення адміністративних центрів та затвердження територій територіальних громад Вінницької області», село увійшло до складу Ободівської сільської громади.
19 липня 2020 року, в результаті адміністративно-територіальної реформи і ліквідації Тростянецького району, село увійшло до складу Гайсинського району.

## Видатні особистості
Нечай Віталій (1984— 2023)— український військовик, учасник російсько-української війни.